# Danielle Brown
Danielle Brown (Steeton, North Yorkshire, 10 de abril de 1988) es una arquera competitiva británica. Ha competido en los Juegos Paralímpicos ganando medallas de oro en Pekín y Londres y también ha ganado medallas de tiro en la categoría de personas sanas, incluyendo los Juegos de la Mancomunidad. Brown es una de las principales oradoras, y su trabajo publicado incluye el libro de autodesarrollo infantil Be Your Best Self.

## Vida personal
Brown sufre el síndrome de dolor regional complejo en sus pies, y compite sentada o apoyada en un taburete, En el momento de los Juegos Paralímpicos de 2008, era estudiante de derecho en la Universidad de Leicester, y posteriormente obtuvo honores de primera clase. Se le concedió un título honorífico de Doctora en Derecho de la Universidad de Leicester el viernes 25 de enero de 2013. El 19 de septiembre de 2013 la Universidad de Leicester nombró un centro deportivo en su honor. El 22 de septiembre de 2013 Brown fue nombrada Mujer Libre del distrito de Craven, y el 1 de julio de 2014 Brown recibió las llaves de la ciudad  de Londres. En 2019, Brown fue admitida en el Salón de la Fama de la Universidad Británica y del Deporte Universitario.

## Carrera deportiva
Su primer evento competitivo internacional fue en el Campeonato Europeo de Arquería —para atletas con discapacidades— en Nymburk en 2006. Llegó a las semifinales del evento de la Clase Abierta de Arco Compuesto, y fue derrotada por Gulbin Su de Turquía. Perdió el combate por la medalla de bronce contra su compañera británica Mel Clarke.
Luego participó en los Campeonatos Mundiales de Arquería del IPC en Cheongju en 2007. Compitiendo en el evento de la Clase Abierta de Arco Compuesto, ella ganó el oro con una puntuación de 114 puntos —derrotando a Gulbin Su 116-107 en la semifinal, y a Wang Li de China 114-108 en la final—. También formó parte del equipo femenino británico que ganó el oro en el evento por equipos en la Clase Abierta de Arco Compuesto, derrotando a Japón 221-199 en la final.
En 2008, Brown ganó la plata —venció a Gulbin Su en la final— en la prueba de tiro con arco para discapacitados por invitación en Stoke Mandeville, y luego compitió en los Juegos Paralímpicos de Pekín 2008, donde ganó el oro en el complejo individual femenino, derrotando a Wang en los cuartos de final, a Mel Clarke en las semifinales y a Chieko Kamiya de Japón en la final (112-98). En 2009, ganó una segunda medalla de oro individual consecutiva y una de oro por equipos en el Campeonato Mundial de Tiro con Arco del IPC, seguida en 2010 por tres medallas de oro individuales sucesivas: en la Copa de Arizona, en la Competencia Mundial de Tiro con Arco para Discapacitados de Stoke Mandeville y en los Campeonatos Europeos de Para-Arquería.
Representó a Inglaterra en el tiro con arco en los Juegos de la Mancomunidad de 2010 en Nueva Delhi, habiéndose clasificado «después de una sesión de selección de dos días en Coventry en junio, donde terminó segunda detrás del número uno del mundo Nicky Hunt». Fue «la primera paralímpica que representó a Inglaterra en un evento para personas sanas en los Juegos», aunque la ciclista Sarah Storey —que ganó dos medallas de oro en ciclismo en los Juegos Paralímpicos de 2008— también compitió contra atletas sanas unos días después. Ganó una medalla de oro en el evento de la Copa del Mundo Femenina, venciendo a Canadá 232-229 junto a sus compañeras de equipo Nicky Hunt y Nichola Simpson.
En 2011, ganó una medalla de oro individual adicional en los Campeonatos Mundiales del IPC en Turín, seguida de dos medallas de plata en la prueba de equipos femeninos y en la prueba de equipos mixtos.
En 2012, ganó su segunda medalla de oro consecutiva en los Juegos Paralímpicos, venciendo a su compañera de equipo Mel Clarke en la final del Cuartel Real de Artillería de Londres. Ese año también ganó la Copa del Mundo de Interior en Nimes y obtuvo una medalla de plata en las finales de la Copa del Mundo en Tokio, ambas en la categoría de personas sanas.
Brown fue nombrada Miembro de la Orden del Imperio Británico (MBE) en los Honores de Año Nuevo de 2013 por sus servicios en tiro con arco.

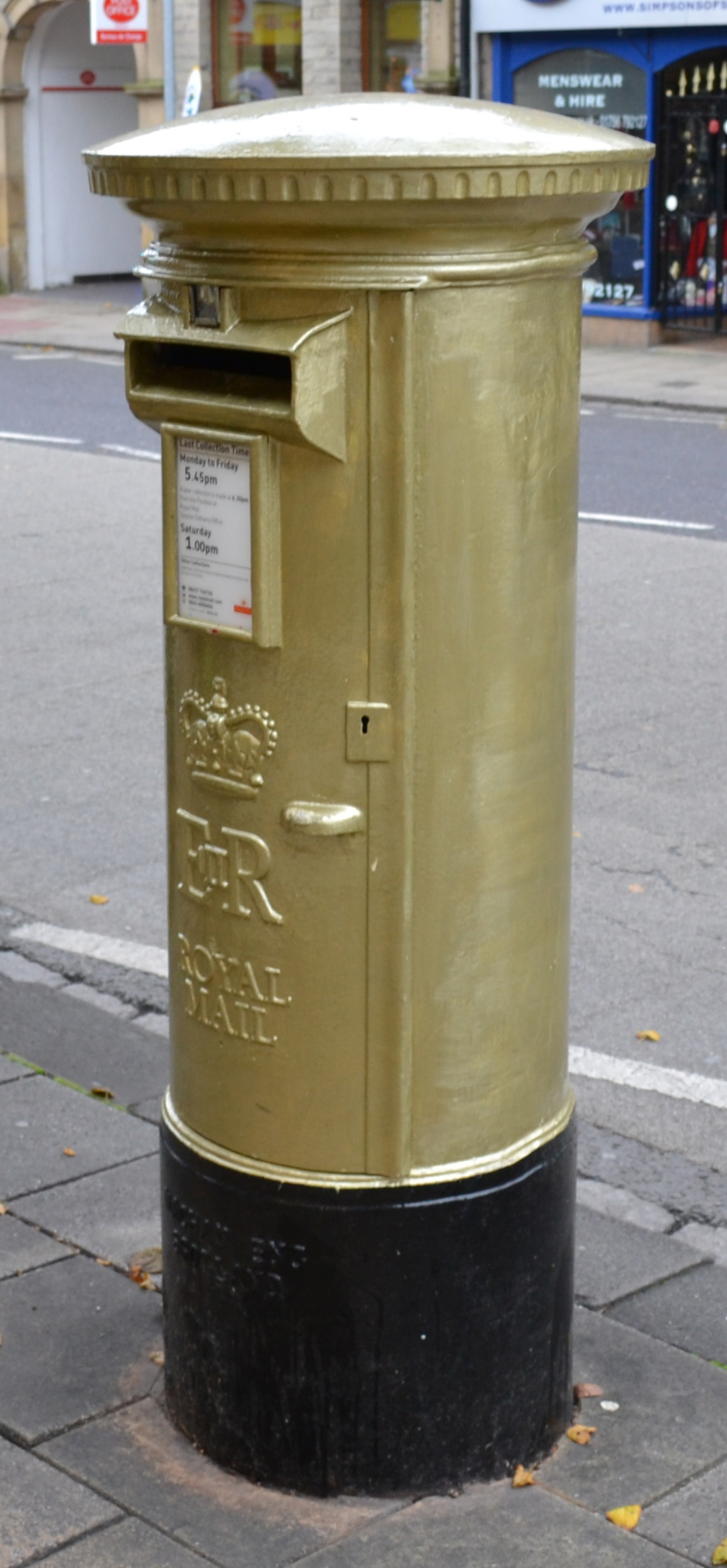
El buzón de oro en Skipton que conmemora la medalla de oro ganada por Danielle Brown.

El 1 de septiembre de 2013, Brown ganó el título británico con la victoria en las finales de la Serie Nacional de Arquería GB en Nottingham. Venció a Lucy O'Sullivan 142-141 en la final de compuestos.
En noviembre de 2013, World Archery anunció que Brown no podría competir en el futuro en los concursos de para-arquería —como los Juegos Paralímpicos de 2016—, ya que su discapacidad no tenía un impacto directo e importante en su rendimiento en el tiro con arco. Apeló el fallo, pero éste fue confirmado a favor de World Archery. A partir del 1 de abril de 2014, ella no puede competir en Para-Arquería.
Brown compitió en los Campeonatos Mundiales de 2015 en Copenhague.

## Logros
2006
4.ª, Campeonato Europeo de Paracampeones, individual, Nymburk
2007
 IPC World Championships, individual, Cheongju
 IPC World Championships, equipo femenino, Cheongju
2008
 Concurso Mundial de Invitación para Discapacitados, individual, Stoke Mandeville
 Juegos Paralímpicos de Verano, individuales, Pekín
2009
 IPC World Championships, equipo femenino, Nymburk
 IPC World Championships, individual, Nymburk
12.ª, Universiada de verano, individual, Belgrado
2010
 Copa de Arizona, individual, Phoenix, Arizona
 Copa Arizona, equipo mixto, Phoenix, Arizona
 Copa de Arizona, equipo femenino, Phoenix, Arizona
 Concurso Mundial de Invitación para Discapacitados, individual, Stoke Mandeville
 European Para Championships, individual, Vichy
 Juegos de la Commonwealth, equipo femenino, Nueva Delhi
 Copa del mundo, equipo femenino, Shanghái
2011
IPC World Championships, individual, Turín
 IPC World Championships, equipo femenino, Turín
 IPC World Championships, equipo mixto, Turín
2012
 Copa del Mundo cubierta de Nimes - cuerpo sano, Nimes
 Copa de Arizona, equipo femenino, Phoenix, Arizona
 Copa Mundial, equipo mixto, Shanghái
 Juegos Paralímpicos de Verano 2012, individual, Londres
 Final de la Copa Mundial - cuerpo sano, individual, Tokio
2013
 Campeón de la Serie Nacional del Reino Unido, sin discapacidad, Nottingham
4.ª, Campeonato del Mundo, equipo femenino, sin discapacidad, Belek
 IPC World Championships, individual, Bangkok
 IPC World Championships, equipo mixto, Bangkok